# Ateqanngitsorsuaq
Ateqanngitsorsuaq (nach alter Rechtschreibung Ateĸángitsorssuaĸ; „die große Namenlose“) ist eine grönländische Insel im Distrikt Upernavik in der Avannaata Kommunia.

## Geografie
Ateqanngitsorsuaq liegt direkt nördlich von Innaarsuit und ist von dieser nur durch den wenige Meter schmalen Sund Ikerasaatsiakassak getrennt. Westlich von Ateqanngitsorsuaq liegt die kleine Nebeninselgruppe Ateqanngitsorsuup Qeqertakassai. Nordöstlich liegt die große Insel Qoqaarissorsuaq mit ihren südlich vorgelagerten Nebeninseln. Südöstlich liegen mehrere Inseln um Siattorsuit. Der höchste Punkt der Insel misst 514 m.